# Síndrome do cólon irritável
Síndrome do cólon irritável (SCI) é um grupo de sintomas, incluindo dor abdominal e alterações no padrão de movimentos intestinais, sem que haja qualquer evidência de lesões subjacentes. Estes sintomas manifestam-se durante um longo período de tempo, em muitos casos ao longo de anos. É classificada em quatro subtipos com base na consistência das fezes: cólon irritável com obstipação frequente, cólon irritável com diarreia frequente, cólon irritável com formas mistas e formas não classificáveis. A SCI afeta de forma negativa a qualidade de vida da pessoa e pode estar na origem de faltas no trabalho ou escola. Entre pessoas com a síndrome é comum a ocorrência de distúrbios de ansiedade, de depressão e de fadiga crónica.
A causa de SCI não é clara. As principais teorias põem a hipótese de uma combinação de problemas na sinalização química entre o cérebro e o sistema digestivo, problemas de motilidade do intestino, sensibilidade à dor, infeções como a síndrome de supercrescimento bacteriano, neurotransmissores, fatores genéticos e sensibilidade alimentar. O aparecimento da doença pode ser desencadeado por uma infeção do intestino ou situação de stresse. A SCI é um distúrbio gastrointestinal. O diagnóstico tem por base os sinais e sintomas na ausência de outras evidências preocupantes. Entre estas evidências preocupantes estão o início em idade superior a 50 anos, perda de peso, sangue nas fezes e antecedentes familiares de doença inflamatória intestinal. Entre outras condições que produzem sintomas semelhantes estão a doença celíaca, colite microscópica, doença inflamatória intestinal, má absorção de ácidos biliares e cancro colorretal.
Não existe cura para a síndrome do cólon irritável. O tratamento destina-se a aliviar os sintomas e consiste em alterações na dieta, medicação, probióticos e aconselhamento psicológico. As alterações dietéticas incluem aumentar a ingestão de fibra dietética, dieta sem glúten ou dieta pobre em hidratos de carbono simples. Para o alívio da diarreia pode ser administrada loperamida e para o alívio da obstipação podem ser administrados laxantes. Os antidepressivos podem melhorar a generalidade dos sintomas e da dor.
Estima-se que 10 a 15% das pessoas nos países desenvolvidos sejam afetados pela SCI. A doença é mais comum na América do Sul e menos comum no Sudeste Asiático. Afeta duas vezes mais mulheres do que homens e geralmente tem início antes dos 45 anos de idade. A condição aparenta ser menos comum à medida que a idade avança. A SCI não afeta a esperança de vida nem causa outras doenças graves. A primeira descrição da doença foi feita em 1820. O termo atual "síndrome do cólon irritável" começou a ser usado em 1944.

## Sinais e sintomas
Os principais sintomas são:
- Dores e inchaço abdominais;
- Flatulência;
- Muco nas fezes;
- Diarreia ou prisão de ventre durante um período prolongado.

É comum a sensação de esvaziamento incompleto do conteúdo intestinal após a evacuação.

## Diagnóstico diferencial
[carece de fontes?]
Como não existem lesões responsáveis pelo aparecimento da síndrome, o diagnóstico é feito clinicamente, com base na interpretação dos sintomas relatados ao médico, que diante de exames complementares exclui a possibilidade de patologias mais graves. Muitas vezes os sintomas apresentados também podem ocorrer no câncer de cólon e em doenças inflamatórias intestinais como a retocolite ulcerativa e a doença de Crohn, sendo importante o exame da colonoscopia a fim de subsidiar um diagnóstico diferencial. Entre os critérios que podem auxiliar no diagnóstico pode-se citar os critérios de Manning (1978), e os critérios de Roma III (2006).
De um modo geral o diagnóstico diferencial da síndrome do intestino irritável deve excluir:
- Apendicite, colecistite e litíase urinária com sintomas de dor abdominal e/ou lombar, onde se sugere os seguintes exames: hemograma, Raio X simples do abdômen, exame de urina e ultrassom abdominal.
- Diverticulite com sintomas de dor abdominal (cólica) onde se sugere os exames de: hemograma, ultrassom ou tomografia abdominal, enema opaco, colonoscopia.
- Deficiência de lactase com sintomas de diarreia e distensão abdominal, onde se sugere os exames de: teste da dieta sem leite e derivados, teste respiratório ou de intolerância à lactose.
- Doença celíaca com sintomas de esteatorreia e/ou distensão abdominal, onde se sugere os exames de: antiendomísio, biópsia duodenal.
- Retocolite ulcerativa com sintomas de diarreia com muco e sangue e dor (cólica), onde se sugere os exames de: prova de atividade inflamatória alteradas, prova de atividade inespecífica abdominal, retossigmoidoscopia, colonoscopia (biópsias), enema opaco.
- Doença de Crohn com sintomas de diarreia ou esteatorreia e dor, onde se sugere os exames do item anterior associados ao de trânsito intestinal abdominal e de distensão.
- Estrongiloidíase, giardíase com sintomas de diarreia, distensão e dor abdominal, onde se sugere os exames de: parasitológico de fezes, tubagem duodenal.
- Amebíase com sintomas de diarreia com muco e sangue, dor abdominal, onde se sugere os exames de: exame parasitológico de fezes, retossigmoidoscopia abdominal.

## Tratamento

### Dieta
A dieta deve ser verificada. Algumas evidências indicam que uma dieta com menos gordura e rica em fibras diminui os problemas intestinais.
Apesar das variações individuais, as quais são muitas, alguns alimentos parecem produzir maiores disfunções gastrointestinais. São eles:
- Café;
- Chocolate (que contenha leite ou gordura);
- Frituras;
- Refrigerantes;
- Derivados de leite (queijos, manteiga, iogurtes, coalhadas) mesmo quando não há intolerância a lactose;
- Bebidas alcoólicas.

Há alguns casos isolados, da forma diarreica, em que uma dieta que exclui o glúten, laticínios (leite e derivados) e soja tem se mostrado eficaz na supressão dos principais sintomas. A hipótese mais plausível é a de que algumas proteínas contidas nestes alimentos seriam de difícil digestão para os portadores da síndrome.
A dieta Low FODMAP ou dieta pobre em  FODMAP é uma nova abordagem alimentar que está a ser utilizada para controlar os sintomas associados à SII. A dieta com baixo teor de FODMAP está a tornar-se mundialmente aceite como a principal estratégia de gestão dos sintomas da SII, bem como de outros distúrbios gastrointestinais.
Os FODMAPs (sigla para Oligossacarídeos, Dissacarídeos, Monossacarídeos e Polióis Fermentáveis) encontram-se numa grande variedade de alimentos que são dificilmente absorvidos pelo intestino delgado. Estes hidratos de carbono mal absorvidos são por sua vez fermentados por bactérias do intestino, produzindo gases. A pesquisa atual indica fortemente que este grupo de hidratos de carbono contribui para os sintomas associados à SII.
A Dra. Sue Shepherd desenvolveu a dieta low FODMAP em 1999. Ela provou, através da sua tese de doutoramento pioneira, que limitar o consumo de FODMAPs na dieta é um tratamento eficaz para quem tem sintomas associados à SII.
Outro recurso valioso é o trabalho realizado pela equipa de investigação da Universidade Australiana Monash. Esta dieta foi também adoptada com sucesso no Reino Unido pela Universidade King´s College London.
Mais recentemente, um estudo feito pela Dra. Manju Girish Chandran em Kentucky mostrou que o consumo diário de iogurte caseiro pode proporcionar melhoras substanciais aos portadores do SCI.

### Medicação
Conforme o tipo da Síndrome do Cólon Irritável, que podem incluir tendências a constipação ou a diarreia, considera-se os seguintes tratamentos medicamentosos:
- Antiespasmódicos: devem ser empregados com cuidado nos casos de obstipação;
- Agentes que aumentam o bolo fecal como dieta rica em fibras: os estudos mostram, contudo, que nem sempre uma dieta rica em fibras auxilia no tratamento, podendo piorar a flatulência. Usualmente as fibras estão indicadas no tratamento da obstipação;
- Agentes antidiarreicos: contra-indicados na obstipação;
- Antidepressivos tricíclicos: contra-indicados na obstipação;
- Antagonistas do receptor 5HT3 da serotonina: indicados apenas na diarreia;
- Antagonistas do receptor 5HT4 da serotonina: indicados na obstipação e no quadro de constipação crónica.
- A hortelã está dentro de um dos alimentos fitoterápicos a entrar na lista oficial de medicamentos do Sistema Único de Saúde (SUS), publicada pelo Ministério da Saúde, sendo utilizada no tratamento da Síndrome do Cólon Irritável.
- Anticolinérgicos: apenas em caso de diarreia.

## Epidemiologia
Estima-se que 10 a 15% das pessoas nos países desenvolvidos sejam afetados pela SCI. A doença é mais comum na América do Sul e menos comum no Sudeste Asiático. Afeta duas vezes mais mulheres do que homens e geralmente tem início antes dos 45 anos de idade.
A prevalência no Brasil usando os critérios de critérios de Roma III é de 15% entre homens e 30% entre mulheres. Já a prevalência de intensa dor de barriga com diarreia ou constipação sem lesão tecidual significativa atinge 43% da população do Brasil, mais que o dobro da média do resto do mundo.